# Wirritina
Wirritina is een geslacht van rechtvleugeligen uit de familie Gryllacrididae. De wetenschappelijke naam van dit geslacht is voor het eerst geldig gepubliceerd in 1990 door Rentz.

## Soorten
Het geslacht Wirritina omvat de volgende soorten:
- Wirritina brevipes Ander, 1934
- Wirritina naumanni Rentz, 1990